# Sibylla von Helfenstein

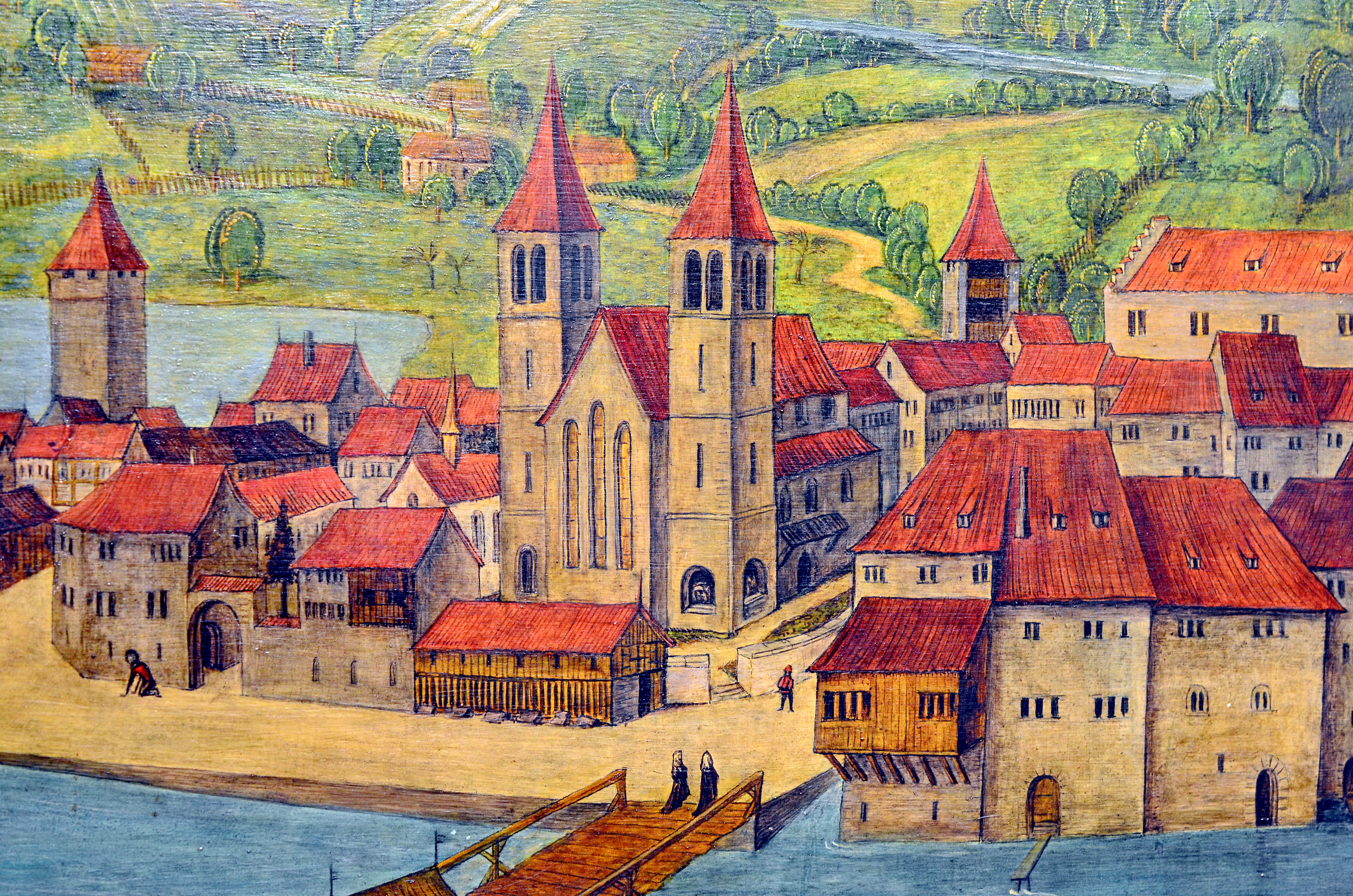
Das Fraumünster zur Zeit Sibylla von Helfensteins – Altartafeln von Hans Leu dem Älteren (Replik)

Sibylla von Helfenstein († 11. Mai 1487 in Zürich) war vom 15. Januar 1484 bis zu ihrem Tod Äbtissin des Fraumünsters in Zürich.

## Leben und Wirken
Sie war eine von fünf Töchtern des Konrad III., Graf von Helfenstein, die dieser nebst fünf Söhnen in zwei Ehen zeugte. Ihre Mutter war die Freiin Ursula von Seckendorf. Drei der fünf Töchter wurden Nonnen, zwei davon im Fraumünster, wo Sibylla, die älteste, ab 1467 als Konventfrau erwähnt wird. Ihre Schwester Caecilia folgte ihr nach Zürich, während ihre Schwester Anna Dominikanerin im Kloster Mariental (Steinheim an der Murr) wurde.
Der Rat mit treibender Kraft des Bürgermeisters Hans Waldmann versuchte die Äbtissin wegen Unfähigkeit abzusetzen. Der Beschluss wurde 1485 gefasst, aber seiner Umsetzung kam ihr Tod zwei Jahre später zuvor. Laut Stiftsrechnung wurde ab 1484 in der Abtei ein mit dem Wappen derer von Helfenstein geschmücktes Zimmer erbaut im insgesamt neu begonnenen Westflügel der Abtei. Dieses später sogenannte «Helfensteinzimmer» wurde allerdings erst zwei Jahre nach ihrem Tod fertiggestellt und befindet sich heute im Eigentum des Schweizerischen Landesmuseums, das es 1892 erworben hat. Die Decke mit geschnitztem helfensteinischen Elefantenwappen und der Jahreszahl 1487 sowie der grösste Teil der Täfelung und die Tür sind noch im Original erhalten.